# Ярошенко Митрофан Корнійович
Митрофа́н Корні́йович Яроше́нко (* 1858, селище Врадіївка, тепер Миколаївської області — † 18 вересня 1926, Чернігів) — український актор, співак, режисер і антрепренер. Чоловік актриси Олени Зініної.

## Біографія
Учень М. Старицького. Працював у трупах М. Кропивницького, М. Старицького, О. Суходольського. В 1899 — 1915 роках керував власною трупою, яка діяла в Україні, в Молдавії, на Дону, на Кубані й в Криму.
Головні ролі:
- Карась («Запорожець за Дунаєм» С. Гулака-Артемовського),
- Скорик («Сватання на Гончарівці» Г. Квітки-Основ'яненка),
- Карпо («Лимерівна» П. Мирного) та ін.